# Canthyloscelis brevicornis
Canthyloscelis brevicornis är en tvåvingeart som beskrevs av Akira Nagatomi 1983. Canthyloscelis brevicornis ingår i släktet Canthyloscelis och familjen reliktmyggor. Inga underarter finns listade i Catalogue of Life.